# آلیس (رزیدنت ایول)
آلیس (به انگلیسی: Alice) نام اصلی‌ترین و محوری‌ترین شخصیت در سری فیلم‌های رزیدنت ایول است. این شخصیت با بازی میلا یوویچ در تمامی فیلم‌های اکران شده، از این سری حضور داشته‌است. این شخصیت ساختگی، برای نخستین بار در نخستین فیلم رزیدنت ایول به تصویر کشیده شد. پس از این فیلم، رزیدنت ایول: موعود، رزیدنت ایول: انقراض و رزیدنت ایول: زندگی پس از مرگ سه فیلم بعدی بودند که آلیس در سه آن‌ها به عنوان شخصیت اصلی حضور داشت،

## تاریخچه

### رزیدنت ایول (فیلم)
در نخستین فیلم رزیدنت ایول، آلیس به عنوان یکی از کارمندان شرکت آمبرلا حضور داشت. او به عنوان نگهبان مسیر ورود به هایو، که یک عمارت بزرگ بود، فعالیت می‌کرد.

نامزد آلیس، با ربودن ویروس تی از مقر هایو، نمونه‌ای از این ویروس را در آن محیط منتشر، و سپس فرار کرد. در هنگام فرار، ملکه سرخ که در حقیقت، رایانه مرکزی شرکت آمبرلا در مقر هایو بود، اقدامات امنیتی را برای جلوگیری از انتشار ویروس در خارج از مقر آغاز کرد. این اقدامات امنیتی باعث شد تا تمامی کارکنان این مقر، در آن زندانی شده و به تدریج به زامبی تبدیل شوند. پس از این کار ملکه سرخ، آلیس و نامزدش که در خارج از مقر هایو بودند دچار فراموشی موقت شدند و همراه با تیم نجات فرستاده شده، وارد مقر هایو شدند. آلیس در ادامه حافظه خود را بازیافته و از فعالیت‌های پیشین خود برای آمبرلا، افسوس می‌خورد. سرانجام از میان تیم اعزامی به مقر هایو، فقط آلیس و مت ادیشون، موفق به خروج از هایو شدند. آن‌دو پس از خروج، توسط مأموران آمبرلا دستگیر شدند.

### رزیدنت ایول: موعود
آلیس و مت ادیشون در دومین فیلم این سری، در آزمایشگاه شرکت آمبرلا نگه‌داری می‌شدند. آن دو توسط ویروس تی دچار تغییرات ژنتیکی و ساختاری شدند. آلیس به یک فرا انسان و مت تبدیل به نمسیس شد.
شهر راکون پس از انتشار سراسری ویروس تی دچار طغیان شد و شهروندان آن، به تدریج به زامبی تبدیل شدند. جیل ولنتاین و سایر افراد بازمانده از گروه استارز، در تلاش برآمدند تا شهروندان سالم را از شهر خارج کنند. در این هنگام، نمسیس از آزمایشگاه خارج شد. مأموریت او، نابود کردن تمامی اعضای گروه استارز، از جمله جیل ولنتاین بود. آلیس نیز موفق به خروج از آزمایشگاه شد و با پیشبرد داستان با جیل همراه شد. او به جیل برای انجام ماموریتش کمک کرد و درجریان یک نبرد، موفق به شکست نمسیس نیز شد. آلیس، جیل، کارلوس اولیویرا و سایر بازماندگان موفق شدند تا پیش از نابودی شهر، با کمک یک بالگرد از آنجا فرار کنند. اما بالگرد آن‌ها سقوط کرد و برای بار دیگر، آلیس توسط آمبرلا دستگیر شد. در آزمایشگاه آمبرلا، این بار یک ردیاب در بدن آلیس جاسازی شد. این پایان کار نبود و سرانجام، جیل و کارلوس موفق در فرار آلیس از آزمایشگاه، به او کمک کردند.

### رزیدنت ایول: انقراض
بیشتر کشورهای دنیا، اینک با انتشار ویروس تی دچار یک طغیان سراسری شده‌اند. آلیس که در فیلم پیشین، موفق به فرار از آزمایشگاه آمبرلا شده بود، در پی یافتن مکانی امن بود. او در جریان جستجوی خود، با یک کاروان از افراد سالم برخورد کرد. رهبری این کاروان را، کلر ردفیلد و کارلوس اولیویرا برعهده داشتند. آلیس متوجه شد که آلاسکا، آخرین مکان امن و مبتلا نشده به ویروس تی است. او به کلر پیشنهاد داد تا کاروان را به سوی آلاسکا هدایت کند. کاروان آن‌ها چندین مرتبه مورد هجوم زامبی‌ها قرار گرفت که در جریان آن، کارلوس اولیویرا کشته شد.

کاروان بازماندگان به رهبری کلر ردفیلد از آن مکان، با کمک یک بالگرد، به سمت آلاسکا حرکت کردند. آلیس وارد آزمایشگاه آمبرلا شد تا انتقام خود را از سرمحقق شرکت آمبرلا بگیرد. دکتر آیساکس، از روی DNA آلیس، هزاران کلون را برای انجام آزمایش‌های خود ساخته بود. آلیس سرانجام با کمک یکی از همزادانش، دکتر آیساکس جهش یافته را نابود کرد.

### رزیدنت ایول: زندگی پس از مرگ
آلیس به همراه همزادانش، به مقر مرکزی شرکت آمبرلا حمله کردند تا آلبرت وسکر را نابود کنند. وسکر، موفق شد تا ویروس موجود در بدن آلیس را نابود کرده و ویژگی‌های فرا انسانی او را خنثی کند. در ادامه آلیس به شهر آرکیدیا می‌رود آنجا را خالی از سکنه می‌بیند اما همراه قدیمی خود یعنی کلر ردفیلد را پیدا می‌کند آنها به لوس آنجلس می‌روند و با گروهی بازمانده آشنا می‌شوند که کریس ردفیلد برادر کلر در بین آنهاست. آلیس پی می‌برد که آرکیدیا شهر نیست بلکه یک کشتی است که در نزدیکی ساختمان بازماندگان قرار گرفته‌است. آنها با کشتی می‌روند اما کشتی یک حقه برای به‌دام انداختن آنها بود. آلیس، کلر و کریس موفق به پیدا کردن وسکر شده و او را شکست می‌دهند. این پایان کار وسکر نبود و او در هنگام فرار با بالگرد، متوجه یک بمب کارگذاشته شده در بالگرد شد. با منفجر شدن بالگرد، وسکر نیز کشته شد.